# ويليام ميلر (سياسي أمريكي)
ويليام ميلر (بالإنجليزية: William Miller)‏ هو سياسي أمريكي، ولد في 3 أغسطس 1820 بإثاكا في الولايات المتحدة، وتوفي في 8 أغسطس 1909. انتخب عضو مجلس ولاية فلوريدا وانتخب عضو مجلس نواب فلوريدا.